# John W. Barlow

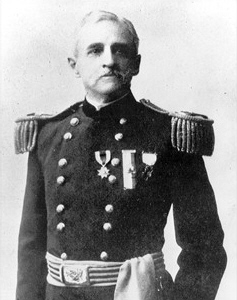
John W. Barlow

John Whitney Barlow (* 26. Juni 1838 in Perry, Wyoming County, New York; † 27. Februar 1914 in Jerusalem, damals Osmanisches Reich heute Israel) war ein Brigadegeneral der United States Army. Er war unter anderem Kommandeur des United States Army Corps of Engineers (COE).
In den Jahren 1856 bis 1861 durchlief Barlow die United States Military Academy in West Point. Nach seiner Graduation wurde er als Leutnant zunächst der Artillerie zugeteilt. Ein Jahr später wechselte er zu den Pionieren (Engineers). In der Armee durchlief er anschließend alle Offiziersränge vom Leutnant bis zum Brigadegeneral.
Während des bereits seit April 1861 laufenden Amerikanischen Bürgerkriegs war er noch als Artillerieoffizier am Halbinsel-Feldzug beteiligt. Im Juli 1862 wechselte er zu den Pionieren. Als solcher nahm er unter anderem an der Schlacht von Gettysburg und am Atlanta-Feldzug teil. Danach war er bis zum Ende des Kriegs am Ausbau von Verteidigungsanlagen unter anderem in Nashville beteiligt.
Als Pionier (Engineer) gehörten der Hochwasserschutz, der Ausbau von Hafenanlagen, deren militärische Verteidigung, Flussregulierungen sowie der Bau von Schleusen und Stauwerken, Kanälen und Leuchttürmen zu seinem Aufgabenbereich. Zwischen 1865 und 1869 war er in Florida stationiert, wo er unter anderem den Ausbau von Fort Clinch auf Amelia Island leitete. In den Jahren 1870 bis 1874 gehörte John Barlow als leitender Offizier der Pioniertruppen dem Stab des Militärbezirks von Missouri an, der damals von General Philip Sheridan kommandiert wurde. Anschließend leitete er von 1875 bis 1883 die Pioniertruppen am Long Island Sound. Dort war er für den Ausbau von Hafen- und Verteidigungsanlagen zuständig.
Im weiteren Verlauf seiner Karriere war Barlow unter anderem in leitender Pionierfunktion in verschiedenen Pionierbezirken in den Vereinigten Staaten tätig. In den Jahren 1892 bis 1896 war er amerikanischer Vertreter in einer internationalen Kommission, die sich mit Grenzfragen und Grenzmarkierungen zwischen den USA und Mexiko befasste. Am 2. Mai 1901 wurde er für einen Tag zum Leiter des Engineers ernannt. Am 3. Mai ging er in den Ruhestand.
John Barlow starb am 27. Februar 1914 in Jerusalem im heutigen Israel, das damals zum Osmanischen Reich gehörte, und wurde auf dem amerikanischen Nationalfriedhof Arlington beigesetzt.